# 손미나 (작가)
손미나(孫美娜, 1972년 12월 2일~)는 대한민국의 작가이다.

## 경력
- 1997년: KBS 24기 공채 아나운서
- 2006년~: 스페인 홍보대사
- 2013년~: 코알라컴퍼니 대표
- 2014년~2017년: 허핑턴포스트코리아 편집인
- 2015년~2018년: 인생학교 서울 교장
- 2018년~: 외교부 의전자문위원
- 2023년~: 스페인 시민십자훈장 수훈

## 학력
- 창신초등학교(졸업)
- 충북여자중학교(졸업)
- 청주중앙여자고등학교(전학)→세화여자고등학교(졸업)
- 고려대학교 문과대학 서어서문학과(졸업)
- 바르셀로나 대학교 대학원  언론학(졸업)

## 진행
- KBS 1TV 《노래하는 우체국》: 1999. 5. 5.~1999. 일자 미상
- KBS 2TV, KBS 1TV 《가족오락관》: 1997. 5. 21.~2001. 11. 3.
- KBS 2TV 《도전! 지구탐험대》: 1998. 1. 4.~1998. 6. 7.
- KBS 1TV, KBS2 《도전! 골든벨》: 1999. 1. 8.~2001. 5. 18.
- KBS 2TV 《열려라 동요세상》: 2000
- KBS 2TV 《뉴스투데이》: 2001. 4. 30.~2001. 11. 2.
- KBS 1TV 《KBS 뉴스 9 주말》: 2001. 11. 10.~2003. 6. 22.
- KBS 2TV 《VJ특공대》: 2002. 9.(임시진행)
- KBS 2TV 《기적체험! 구사일생》: 2002. 11. 3.~2003. 6. 22.
- KBS 2TV 《생방송 세계는 지금》: 2001. 11. 10.~2003. 6. 22.
- KBS 2TV 《실패열전 장밋빛 인생》: 2001. 12. 7.~2002. 3. 1.
- KBS 1TV 《청춘! 신고합니다》: 2003. 6. 23.~2004. 5. 3.
- KBS 1TV 《사랑의 리퀘스트》: 2003. 6. 28.~2004. 6. 26.
- KBS 1TV 《세상은 넓다》: 2005. 10. 31.~2007. 4. 26.
- tvN 《바람의 여신 II - 서바이벌 리포터》: 2008. 5. 16.~2008. 6. 27.
- TV조선 《북잇수다》: 2013. 1. 14.~2013. 3. 21.
- MBC 퀸 《여자, 여행을 만들다》: 2013. 6. 18.~2013. 7. 9.
- tvN 《창조클럽 199》: 2014. 1. 29.~2014. 4. 23.
- KBS 제1라디오 《손미나의 여행노트》: 2014. 4. 12.~2016. 5. 7.
- 스카이 트래블 《손미나의 여행의 기술》: 2014. 10. 3.~2014. 12. 26.
- KBS 제2라디오 《손미나의 밤을 잊은 그대에게》 2001.~2002. 10., 2005. 10. 25.~2007. 4. 16.

## 영화
- 2008년: 《서양골동양과자점 앤티크》 ... 뉴스 앵커 역
- 2023년:  《엘 카미노》 ... 기획.감독

## 게스트
- 2007년 SBS 《야심만만》
- 2013년 3월 8일 대구MBC 《이야기쇼 울림》 : 9회 게스트
- 2013년 Arirang TV 《Heart To Heart》 : 2659회 게스트
- 2014년 2월 14일 KBS 2TV 《가족의 품격 풀하우스》 : 50회 게스트
- 2017년 JTBC 《비정상회담》
- 2023년 KBS 2TV 《옥탑방의 문제아들》
- 2024년 MBC 《구해줘!홈즈》: 248회 게스트

## 대외 활동
- 2003년: KBS 강태원 복지재단 홍보대사
- 2006년: 아시아 인권센터 홍보대사
- 2006년: 스페인 문화 홍보대사

## 저서

### 여행기 & 에세이
- 2006년: 《스페인 너는 자유다》(스페인 여행기)
- 2008년: 《태양의 여행자》(일본 여행기)
- 2009년: 《다시 가슴이 뜨거워져라》(아르헨티나 여행기)
- 2013년: 《파리에선 그대가 꽃이다》(프랑스 여행기)
- 2015년: 《페루, 내 영혼에 바람이 분다》(페루 여행기)
- 2018년: 《여행이 아니면 알 수 없는 것들》(에세이)
- 2019년: 《내가 가는 길이 꽃길이다》(에세이)
- 2020년: 《어느 날 마음이 불행하다고 말했다》(태국, 쿠바, 코스타리카, 이탈리아 여행기)
- 2023년: 《괜찮아, 그 길 끝에 행복이 기다릴 거야》(스페인 산티아고 순례기)

### 소설
- 2011년: 《누가 미모자를 그렸나》

### 번역
- 2009년: 《연필하나》알랭 알버그 저
- 2009년: 《엄마에게 가는 길》아샤 미로 저

### 기타
- 2021년: 《손미나의 나의 첫 외국어 수업》

## 팟캐스트
- 여행 팟캐스트 손미나의 여행사전 종료
- 여행 팟캐스트 손미나의 언제갈꺼니 종료
- https://www.facebook.com/ssacsudabang?fref=ts 여행 팟캐스트 손미나의 싹수다방 진행 중